# Lee Remmel
Leland "Lee" Remmel (Shawano, 30 de junio de 1924-Green Bay, 16 de abril de 2015) fue un historiador, portavoz y periodista deportivo estadounidense. Era conocido por trabajar 62 años con los Green Bay Packers como periodista deportivo y luego empleado del equipo.

## Biografía
Remmel nació en Shawano, Wisconsin, una pequeña ciudad a unas 30 millas (48,3 km) fuera de Green Bay. Comenzó a escribir como estudiante de primer año en Shawano High School y fue a su primer juego de los Packers el 24 de septiembre de 1944. El 7 de octubre de 1945, Remmel comenzó a cubrir a los Green Bay Packers como periodista deportivo para el Green Bay Press-Gazette . Era el único periodista deportivo que había cubierto a todos los entrenadores de los Packers, desde el primer entrenador del equipo, Curly Lambeau, hasta Bart Starr. Fue contratado para trabajar en la oficina principal de los Packers en 1974 como director de relaciones públicas y portavoz del equipo. En febrero de 2004, Remmel fue nombrado el primer historiador de los Green Bay Packers, cargo que desempeñó hasta su jubilación en diciembre de 2007 a los 83 años. Permaneció en la junta directiva del Salón de la Fama de los Green Bay Packers .
Remmel cubrió los primeros 40 Super Bowls. Representó a Press Gazette en los primeros ocho, 22 como personal auxiliar de relaciones con los medios de la NFL, dos años para los Green Bay Packers y otros ocho con la NFL. Fue una de las doce personas honradas por la NFL por su asociación con los primeros cuarenta Super Bowls. Remmel ha formado parte de los comités de estadísticas y de NFL Films, y participó en el enlace de los escritores de fútbol americano profesional de Estados Unidos de los directores de relaciones públicas de la NFL.
Remmel es conocido por su profundo conocimiento de la historia de los Packer, especialmente sobre la rivalidad del equipo con los Chicago Bears. El ex-quarterback de los Packers, Brett Favre, describió a Remmel: «Es un ícono de los Packers. Nunca habrá otro como él. Su conocimiento del equipo y su historia siempre ha sido impresionante. Es muy inteligente cuando se trata de esas cosas: realmente impresionante».

## Premios
Remmel fue nombrado escritor deportivo del año de Wisconsin en 1967. Remmel fue incluido en el Salón de la Fama de los Green Bay Packers el 30 de marzo de 1996. Para honrar su incorporación al Salón de la Fama de los Packers, el equipo construyó un nuevo palco de prensa en agosto de 2003 que lleva su nombre. Cada abril, el «Banquete de premios deportivos Lee Remmel» rinde homenaje a los atletas profesionales de la escuela secundaria; el banquete ha recaudado más de $150,000 para las universidades y escuelas secundarias del área de Green Bay.

## Vida personal
Remmel se casó con Margaret «Noreen» Berg en 1948, falleciendo antes que Remmel el 27 de abril de 2012, después de una breve enfermedad. Remmel murió el 16 de abril de 2015.